# Дибровное (Черниговская область)
Дибро́вное (укр. Дібрівне) – село, расположенное на территории Городнянского района Черниговской области (Украина) на берегу левого течения реки Крюкова. 
Расположено в 17 км на юг от райцентра Городни. Население — 708 чел. (на 2006 г.). Адрес совета: 15163, Черниговская обл., Городнянский р-он, село Смичин, ул. Черниговская,19 , тел. 3-73-49. Ближайшая ж/д станция — Городня (линия Гомель-Бахмач), 21 км.

## Известные уроженцы
Чугай, Александр Иванович (1924—1945) — полный кавалер ордена Славы.